# Беланина, Валерия Афанасьевна
Валерия Афанасьевна Беланина (10 апреля 1928, Горьковская обл. — 9 сентября 2010, Санкт-Петербург) — российский искусствовед, одна из ведущих специалистов музейного дела в России, участник послевоенного возрождения Екатерининского (ЕДМ) и Павловского дворцов-музеев (ПДМ), 53 года посвятила Павловскому дворцу-музею. С 1967 по 1989 гг. возглавляла научный отдел ПДМ; автор многочисленных статей и книг по истории Павловского музея-заповедника и декоративно-прикладному искусству XVIII—XIX веков. Заслуженный работник культуры (1972). Член Союза Художников (1987). С 1953 по 1979 гг. работала под руководством Анны Ивановны Зеленовой.

## Биография
Валерия Афанасьевна Беланина (урожд. Мариничева) родилась 10 апреля в дер. Подрезово Борского района Горьковской области. Отец — Афанасий Клементьевич Мариничев (1901—1942), рабочий паровых установок; мать — Глафира Дмитриева Щупалеева (1905—1942) портниха. Семья происходит из Борского района Нижегородской области. Семья отца занималась выделкой шерсти для изготовления валенок и шинелей. Мать происходила из семьи лесозаготовителей. В 1930 году отец был обвинен в эксплуатации наёмных работников на шерстобитном станке и был поражен в правах и лишен избирательного права. Не дожидаясь серьёзных последствий, семья вынуждена была покинуть родные места и перебраться в Ленинград. Отец устроился рабочим паровых установок на мыловаренном заводе им. Карпова у Московских ворот.
В 1936-41 гг. Валерия училась в средней школе № 1 на Васильевском острове. В начале июня 1941 года после окончания 5-го класса, выехала с мамой на каникулы к тётушкам и бабушке в деревню Овечкино Борского района. Там их застала война. Часть их большого дома была отведена под госпиталь.
Глафира Дмитриевна умерла весной 1942 года от туберкулёза. В это же время в Ленинграде умер отец (в Блокаду — боец МПВО) «при выполнении служебных обязанностей». Воспитание Валерии взяли на себя четыре сестры матери. Тётушки помогали ей и после войны, поддерживая морально и финансово. В 1947 году Валерия окончила среднюю школу № 9 Стеклозаводского района г. Бор. По вызову брата отца — профсоюзного деятеля — смогла вернуться в Ленинград. В том же году поступила в Ленинградский университет им. А. А. Жданова (ЛГУ) на исторический факультет. Её однокурсницами были будущие известные музейщики: Марина Николаевна Петай (директор Всероссийского музея А. С. Пушкина (1965—1988), зав. музеем-Лицеем (с 1988), Людмила Михайловна Лапина (зам. по науке Екатерининского дворца-музея) и директор ПДМ Людмила Михайловна Казанцева (1979—1986).
В 1952 г. окончила ЛГУ (дипломная работа «И. Н. Крамской — портретист»), получила распределение в Городское бюро экскурсий (ГЭБ), но практически сразу перешла на работу в Центральное хранилище музейных фондов (ЦХМФ), разместившееся в г. Пушкине в Дежурных (Стасовских) конюшнях и в Агатовых комнатах Камероновой галереи. Здесь она познакомилась с известными искусствоведами Анатолием Михайловичем Кучумовым и Верой Владимировной Лемус, которые стали её добрыми наставниками и товарищами. Мариничева занялась инвентаризацией, распределением и отбором для реставрации поступавших в ЦХМФ музейных экспонатов, эвакуированных перед войной из Пушкинских дворцов и других пригородов Ленинграда. В 1956 ЦХМФ объединили с Павловским дворцом, и Мариничева вместе с Кучумовым перешла на работу в Павловский дворец-музей, в котором затем проработала полвека. В 1959 вышла замуж и взяла фамилию мужа.
Научным отделом ПДМ под руководством В. А. Беланиной было создано около 30 тематических экспозиций и выездных выставок, в том числе посвящённых советским мастерам: «Пейзажи нашей Родины в картинах русских художников», «Парки Ленинградских пригородов в искусстве», «Павловск в изобразительном искусстве», «Зарубежное декоративно-прикладное искусство ХVII-XIX вв.», «Русское декоративно-прикладное искусство XVIII—XIX вв.».
В. А. Беланиной был выполнен ряд научно-исследовательских тем, связанных с историей и атрибуцией коллекций: «Коллекция картин и рисунков А. П. Боголюбова в собрании Центрального хранилища музейных фондов», «Неизвестные работы художника А. Антропова», «Павловск в изобразительном искусстве», «Парадные дворцовые сервизы».
В период реставрационных работ в Павловском дворце-музее В. А. Беланиной были обследованы многие Государственные учреждения Ленинграда и Москвы, в результате чего удалось получить безвозмездно более 300 ценных произведений, которые вошли в экспозицию не только Павловского, но и других пригородных дворцов-музеев. В качестве специалиста многократно привлекалась для оценки предметов, предлагаемых частными лицами Закупочной комиссии для пополнения музейных коллекций.
Опыт и знания В. А. Беланиной, имевшей высокую репутацию специалиста по декоративно-прикладному искусству XVIII—XIX вв., ценились во многих музеях СССР и России. Её любовь к Павловскому дворцу отразилась в десятках популярных публикаций в газетах, журналах, монографиях и сувенирных изданиях. Валерия Беланина выступила автором 15-и книг и альбомов, самые известные из которых — альбом «Павловский парк» (1988), «Павловск. Дворцово-парковый ансамбль» (1989) и «Возрожденные из пепла» (1990). В разные периоды её статьи публиковались в газетах «Ленинградская правда», «Вечерний Ленинград», «Вперед» (г. Пушкин), «Красное Прикамье» (г. Сарапул) и др.
Валерия Афанасьевна не участвовала в розыске или воссоздании Янтарной комнаты, но вела переписку и переговоры с янтарщиками из г. Рига семьей Блиновых, которые ранее всех продемонстрировали методику и технику её восстановления, с целью привлечь их к участию в воссоздании Янтарной комнаты
Последнее её исследование, оставшееся незавершённым — эвакуация художественных ценностей из Павловска в период Отечественной войны 1812—1815 гг. с Наполеоном.
Скончалась 9 сентября 2010 года в 5 часов утра. Похоронена на Главной дороге Казанского кладбища города Пушкин, Санкт-Петербург.

## Семья
В 1959 Валерия Мариничева вышла замуж за Юрия Петровича Беланина (1922—1995) и взяла фамилию мужа. Юрий Петрович работал в ЦХМФ художником-реставратором и шрифтовиком-оформителем, впоследствии — в КЖОИ. Сыновья Александр (1960) и Анатолий (1963). С 1959 по 1971 семья проживала в служебных помещениях ЕДМ — Стасовских конюшнях рядом с Екатерининским дворцом.

## Награды
- Медаль «В память 250-летия Ленинграда» 1957 г.
- Знак «Победитель социалистического соревнования 1975 года»
- Медаль «За трудовую доблесть СССР» 1976 г.
- Значок «Победитель смотра памятников истории и культуры». 1977 г.
- Медаль «Ветеран труда» 1983 г.
- Бронзовая медаль ВДНХ «За достигнутые успехи в развитии народного хозяйства СССР» 1984 г.
- Медаль «50 лет Победы в Великой Отечественной войне 1941—1945 гг.» 1995 г.
- Медаль «За вклад в наследие народов России» 2002 г.
- Медаль «В память 300-летия Санкт-Петербурга» 2003 г.
- Медаль «60 лет Победы в Великой Отечественной войне 1941—1945 гг.» 2005 г.
- Медаль «65 лет Победы в Великой Отечественной войне 1941—1945 гг.» 2010 г.

## Работа (по трудовой книжке)

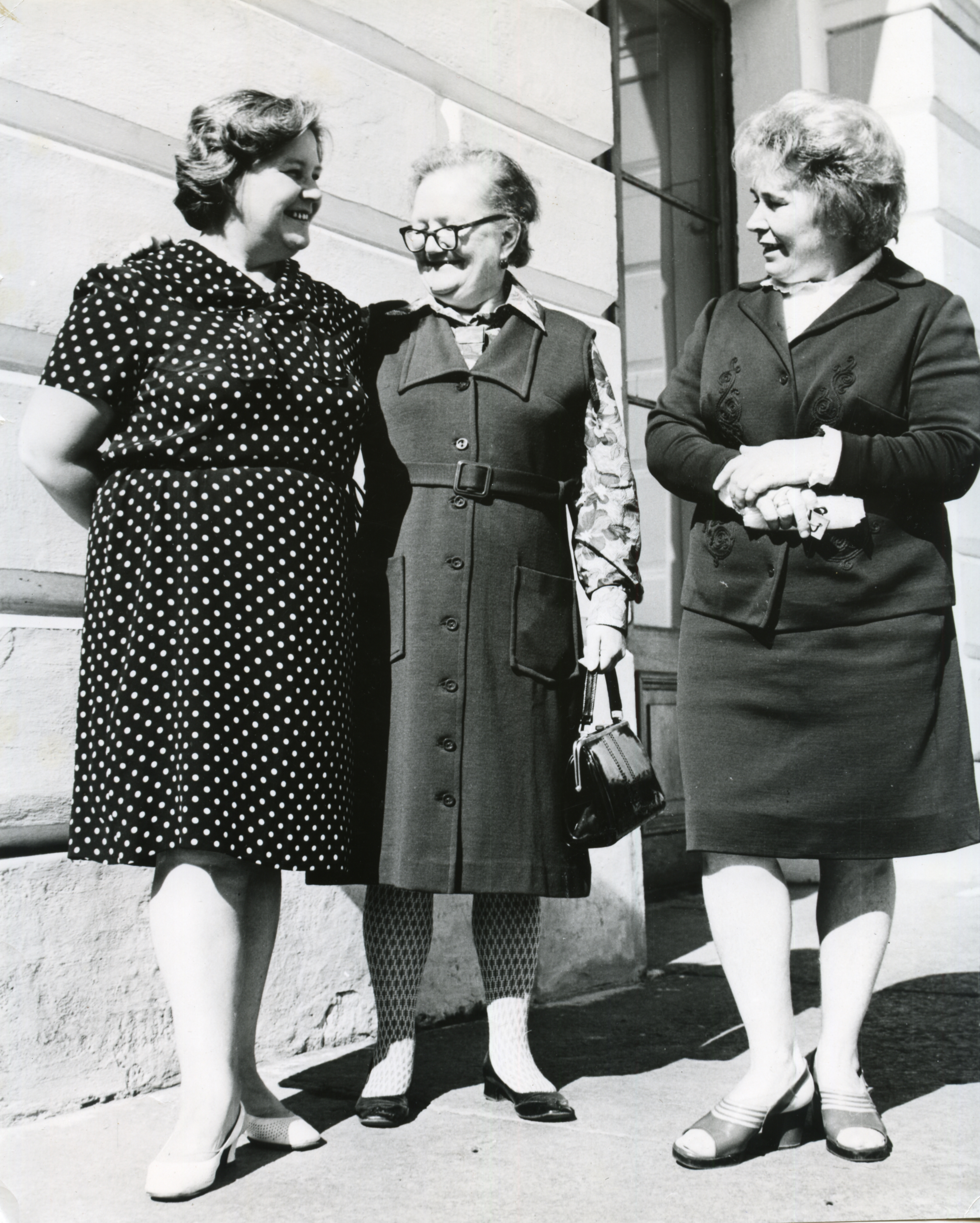
Валерия Беланина, Анна Зеленова и Александра Августовская

- 01.07.1952 — Зачислена в ГЭБ на должность экскурсовода
- 09.10.1952 — переведена в Центральное хранилище музейных фондов дворцов и парков г. Пушкина на должность научного сотрудника
- 21.8.1956 — утверждена в должности научного сотрудника в связи объединения Центрального хранилища с Павловским парком и музеем
- 06.03.1958 — переведена на должность старшего научного сотрудника
- 01.07.1967 — назначена на должность заместителя директора по научной части
- 1972 — присвоено звание Заслуженный работник культуры
- 15.03.1979 — переведена на должность заместителя директора ПДМ по науке
- 1983 — Павловский дворец-музей и парк переименован в государственный музей-заповедник по постановлению Совета министров РСФСР № 4 от 1983 г.
- 31.12.1988 — уволена по собственному желанию в связи с уходом на пенсию
- 01.01.1989 — принята в научно-фондовый отдел реставратором книг и рукописей
- 03.01.1992 — переведена хранителем фондов
- 01.01.1998 — переведена на должность хранителя экспонатов
- 01.01.1999 — переведена на должность научного сотрудника
- 02.08.2006 — прекращение трудового договора по медицинским показаниям

## Список публикаций
- 1974 «Павловск», комплект 16 открыток в альбоме с перфорацией, рус. и англ. языки, изд. «Аврора».
- 1974 «Западноевропейская живопись. Павловский дворец-музей», комплект 16 открыток, рус. и англ. языки, изд. «Аврора».
- 1975 «Павловск. Возрожденный из пепла», комплект 16 открыток двойного формата, рус. и англ. языки, изд. «Аврора».
- 1975 «Достопримечательности пригородов Ленинграда», статья «Павловск», изд. «Аврора».
- 1976 «Павловск. Павловский дворец», подборка 16 открыток, рус. и англ. языки, изд. «Аврора»
- 1977 К 200-летию музея: «Павловский дворец-музей». Интерьеры. 3 комплекта по 16 открыток с текстом и комментариями. Вып. I — Парадные залы, Вып. II — Залы 2-го этажа Вып. III — Залы 1-го этажа. Рус. и англ. языки, изд."Аврора".
- 1978 «Павловск. Дворец и парк», комплект 16 открыток, рус. и англ. языки, изд. «Аврора».
- 1978 «Павловский парк. Схематический план». изд. «Аврора».
- 1979 «Павловск. Возрожденный из пепла», комплект 16 открыток, рус. и англ. языки, изд. «Аврора».
- 1979 "Западноевропейская живопись в Павловском дворце, 2-й выпуск, изд."Аврора".
- 1979 «Павловск», комплект 16 открыток в альбоме с перфорацией, рус. и англ. языки, изд. «Аврора».
- 1979 «Павловский дворец-музей. Интерьеры». Комплект 16 открыток двойного формата с Олимпийской символикой, рус. и англ. языки, изд. «Аврора» *
- 1981 «Павловский дворец», буклет, рус. и англ. языки, изд. Изокомбинат «Художник РСФСР».
- 1981 «Павловск. Парк», комплект 15 открыток, изд. Изокомбинат «Художник РСФСР».
- 1981 «Павловский дворец и парк», краткий путеводитель с планами и схемами, изд. «Лениздат».
- 1981 «Павловск», проспект, изд. «Лениздат».
- 1982 «Павловский дворец-музей», комплект 16 открыток, Рус. и англ. языки. изд. «Аврора».
- 1982 «Павловский парк», план парка. Рус. и англ. языки. Изокомбинат «Художник РСФСР».
- 1983 «Павловск. Дворец и парк». комплект 16 открыток. Рус. и англ. языки. изд. «Аврора».
- 1983 «Павловский парк», изд. Изокомбинат «Художник РСФСР».
- 1983 «Павловск», тематический календарь, изд. «Внешторгиздат».
- 1984 «Павловск», проспект, 2-е изд., изд. «Лениздат».
- 1984 "Западноевропейская живопись в Павловском дворце, двойной формат, 2-й выпуск, изд."Аврора".
- 1984 «Спасенные сокровища», каталог выставки музейных коллекций Ленинградских пригородных дворцов в г. Сарапуле (Удм. ССР). (Совместно с Г. Н. Голодовским, Е. Г. Денисовой и Г. Д. Ходасевич)
- 1984 «Павловск. Возрожденный из пепла», комплект 12 открыток к 40-летию Победы в Великой Отечественной войне, рус. и англ. языки, изд. «Аврора».
- 1984 «Павловский парк», тематическая подборка открыток двойного формата, составитель В.Шипов, научный консультант В. А. Беланина, изд. «Планета».
- 1985 «Павловский дворец-музей. Интерьеры». комплект 18 открыток, рус. и англ. языки, изд. «Аврора».
- 1986 «Павловский парк», буклет, рус. и англ. языки, изд. Изокомбинат «Художник РСФСР».
- 1986 «Павловск», краткий путеводитель, 3-е изд., изд. «Лениздат».
- 1986 «Павловск», подборка открыток с текстом, изд. «Аврора».
- 1987 «Павловск», путеводитель для иностранных туристов, изд. «Радуга». Рус., англ., нем. и фр. языки
- 1988 «Павловский дворец», тематический календарь на 1988 г.
- 1988 «Павловский парк», буклет, изд. «Внешторгиздат». Рус., англ., нем. и фр. языки
- 1989 «Павловский дворец», изд. «Внешторгиздат». Рус., англ., нем. и фр. Языки
- 1988 «Павловск», проспект, 3-е изд., «Лениздат».
- 1989 «Павловск. Дворцово-парковый ансамбль», альбом, Сост. и текст, изд. «Лениздат».
- 1990 «Возрожденные из пепла», альбом, раздел «Павловск», изд. «Аврора»
- 1992 «Виды императорских дворцов в окрестностях Санкт-Петербурга», пригородные летние резиденции в изобразительном искусстве, изд. «Алайн де Гуркуф», Париж. Вступительная статья ко всем пригородам и комментарии к тому «Павловск». Фр. и англ. языки.
- 2004 «Из века в век…» Павловск в творчестве наших современников. Каталог выставки. Авторы аннотаций: В. А. Беланина, Р. Р. Гафифуллин, Е. Н. Гуменюк, А. Б. Никифорова. Изд. «Арт-Палас»
- 2004 «Павловск. Императорский дворец». Страницы истории 1 том. Совместно с Р. Р. Гафифуллин, Н. С. Третьяков, А. С. Ёлкина. Изд. «Арт-Палас»

Примечание: *издания, вышедшие в 1979 году, подготовлены к «Олимпиаде-80».
2019, апрель «В. А. БЕЛАНИНА от А до Я». Материалы к 90-летию со дня рождения. Сост. Александр Юрьевич Беланин. СПб.: Сборка, 2019. — 630 с., ил.